# 江谦

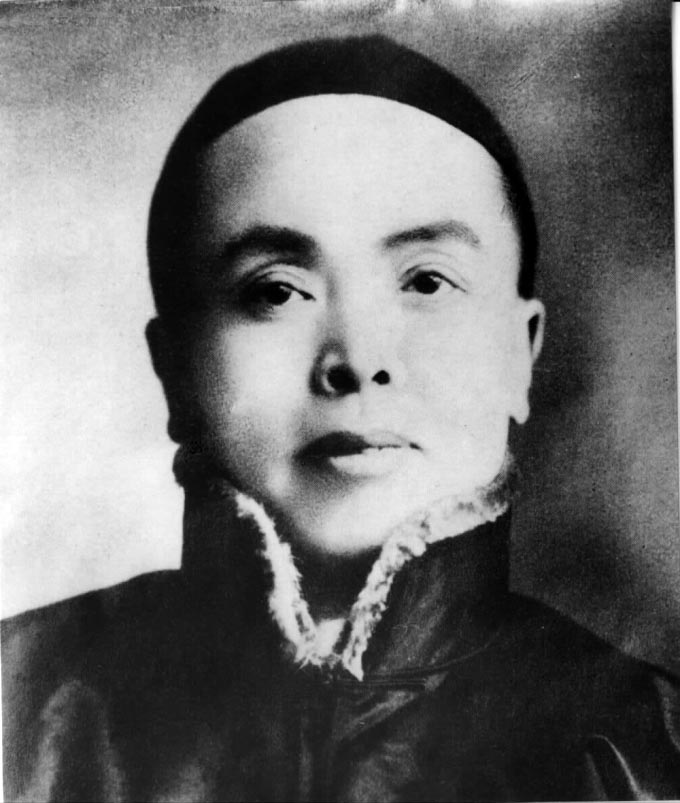

江谦（1876年—1942年4月10日），字易园，号阳复，安徽婺源（今江西婺源）人。教育家，中国现代教育事业的先驱之一。

## 生平
江謙早年就读于徽州紫阳书院、南京文正书院。1902年，张謇在南通创办中国第一所私立师范学校通州师范学堂，江謙受邀前往，初任堂长，后任校长。1909年，任资政院议员，还曾被推为安徽省教育会会长。
辛亥革命后，江謙任民元国会江蘇省眾议员。1914年任江苏教育司司长。因精于文字音韵之学，由英文切音，此间发明阴阳声母通转规则，创设音标一案，为注音字母的先声。1914年8月，江謙出任南京高等师范学校校长，这所学校1921年改建为国立东南大学，1928年改为国立中央大学。其间倡导训育、智育、体育“三育并举”，以“诚”为校训，形成“尊师爱生”风气，将南京高师建成享有盛望的南方第一学府，贡献甚巨。1919年，江謙因疾辞去校长一职。
此后，江謙潜心研究佛教，倡净土宗，宣扬儒佛合一之论，在婺源创设佛光社。1937年抗日战争开始后，他四处迁居，初居通州海滨念佛讲教，旋又隐居上海著书立说。
1942年4月10日，江谦逝世。

## 著作
毕生著作有十八种，涉及经学、佛学、诗学、文字学等多种领域。其遗著由游有维居士整理为《阳复斋丛刊》刊行于世。